# Hacıisaoba
Hacıisaoba est un village de la municipalité de Qadaşoba dans le district de Khachmaz en Azerbaïdjan.